# Радченко (Тверская область)
Ра́дченко — посёлок городского типа в Конаковском районе Тверской области России. Административный центр городского поселения Радченко.

## География
Посёлок городского типа находится на берегу Иваньковского водохранилища, на расстоянии 32 км к юго-востоку от города Конаково, административного центра района.

### Часовой пояс
Посёлок городского типа Радченко, как и вся Тверская область, находится в часовой зоне МСК (московское время). Смещение применяемого времени относительно UTC составляет +3:00.

## История
Образован в 1921 в связи со строительством первой в мире торфяной опытной станции. Статус посёлка городского типа — с 1939 года. В 1965 году Указом Президиума Верховного Совета РСФСР посёлок ТОС переименован в Радченко, в честь одного из организаторов советской торфяной промышленности И. И. Радченко (1874—1942).

## Население
| 1989  | 2002  | 2009  | 2010  | 2012  | 2013  | 2014  |
| ----- | ----- | ----- | ----- | ----- | ----- | ----- |
| 2562  | ↘2089 | ↘1761 | ↘1537 | ↘1515 | ↘1467 | ↘1436 |
| 2015  | 2016  | 2017  | 2018  | 2019  | 2020  | 2021  |
| ↗1437 | ↘1401 | ↗1408 | ↗1411 | ↘1379 | ↘1354 | ↘1172 |

## Улицы
| - ул. Восточная, - ул. Молодёжная, - ул. Новая, | - ул. Парковая, - ул. Северная, - ул. Южная. |

## Экономика
В посёлке функционируют научный центр «Радченко-торф», завод опытных машин, завод плунжерных насосов ООО «Байкал».

## Транспорт
Паромная переправа через водохранилище. На расстоянии 7 км от посёлка находится железнодорожная станция Редкино на линии Москва — Санкт-Петербург.

## Достопримечательности
В посёлке расположены музей торфяной промышленности, а также сохранился дом семьи Радченко, в котором в 1926 году останавливалась Н. К. Крупская.